# Мария Димова (ски бегачка)
Мария Димова е българска олимпийка, участвала в състезанията по ски бягане в зимните олимпийски игри в Кортина д'Ампецо през 1956 г. Тя е първата българска състезателка, участвала на зимни олимпийски игри. До този момент България е представяна само от мъже. 

## Биография
Родена е на 29 август 1929 година. Участва в състезанието на 10 km ски бягане на седмите зимни олимпийски игри, провели се в Кортина д'Ампецо през 1956 година. Завършва 34-та от 40 участници.  През 1964 г. е член на комитета по ски бягане към Българската федерация по ски. 

## Семейство
Мария Димова е сестра на олимпийката Роза Димова, участвала на зимните олимпийски игри през 1960, 1964 и 1968 година. 